# Koike Toshiki
Toshiki Koike (sinh ngày 10 tháng 11 năm 1974) là một cầu thủ bóng đá người Nhật Bản.

## Sự nghiệp câu lạc bộ
Toshiki Koike đã từng chơi cho FC Tokyo, Mito HollyHock và Shonan Bellmare.